# A.C.T
Gli A.C.T (pronunciato [ækt]) sono un gruppo progressive rock svedese formato nel 1995 a Malmö (con il nome "Fairyland").

## Storia del gruppo
Dopo una serie di cambiamenti nei membri della band e il cambio di nome da "Fairyland" ad A.C.T nel 1995, il gruppo si è assestato con la seguente formazione: Herman Saming (voce), Ola Andersson (chitarra), Peter Asp (basso), Jerry Sahlin (tastiera) e Tomas Erlandsson (batteria), con la quale ha inciso gli album Today's Report e Imaginary Friends.
Con Last Epic, pubblicato nel 2003, Tomas Erlandsson è stato sostituito alla batteria da Thomas Lejon, già negli Andromeda.
Nel 2006 gli A.C.T hanno formato un contratto con la Inside Out Music, con la quale pubblicano Silence. L'etichetta ha successivamente ripubblicato i primi tre album del gruppo in edizione speciale, con bonus track e altro materiale aggiuntivo.

## Discografia
- 1999 – Today's Report
- 2001 – Imaginary Friends
- 2003 – Last Epic
- 2006 – Silence
- 2016 – Circus Pandemonium
- 2019 – Rebirth (EP)
- 2021 – Heatwave (EP)
- 2023 - Falling